# Ignotosaurus
Ignotosaurus es un género extinto de dinosauromorfos silesauridos encontrado en Ischigualasto, un parque provincial en el noroeste de Argentina.